# Cibercafé

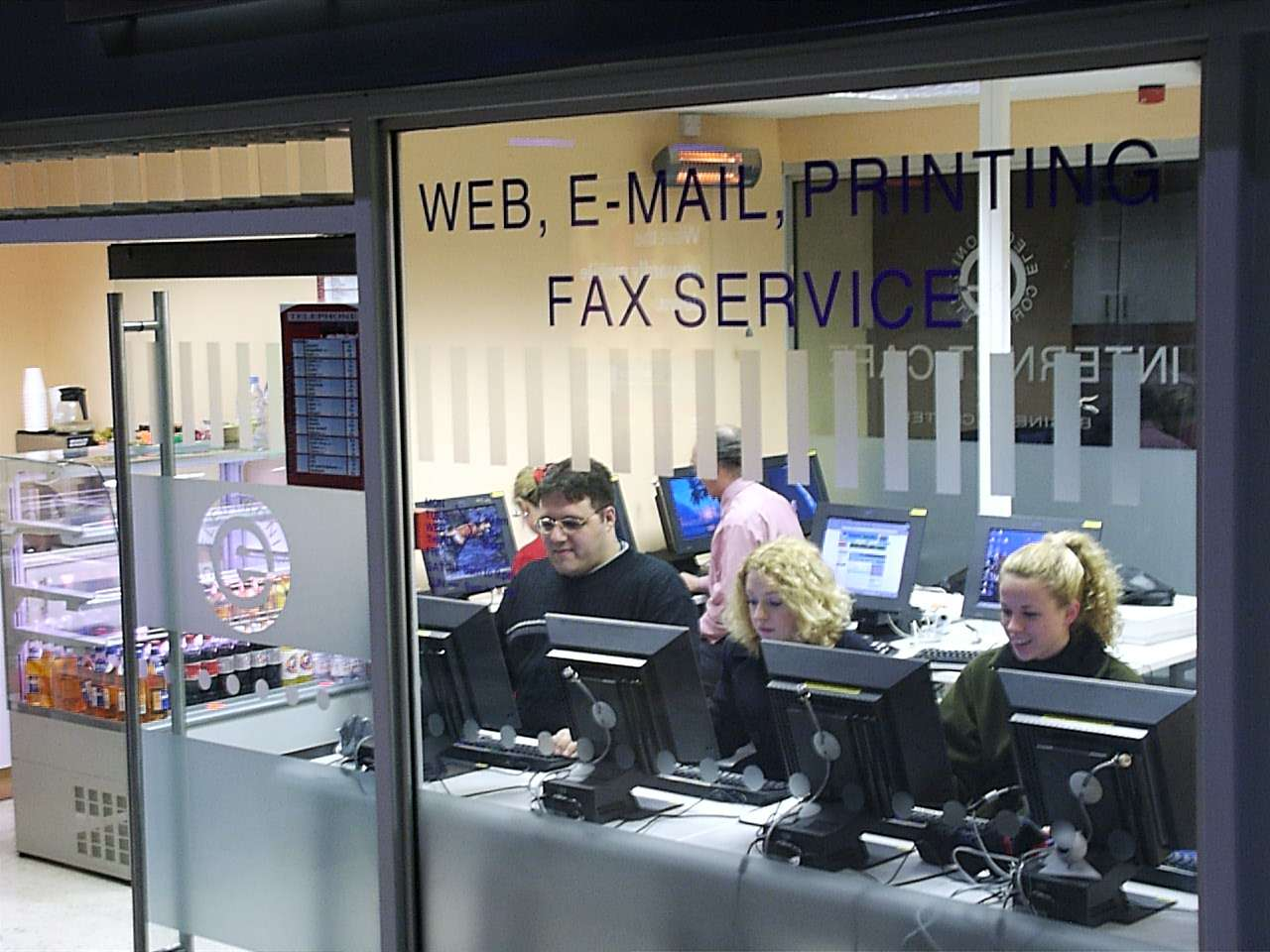
Cyber café em Edimburgo.

Cibercafé ou Cybercafé é um local que, pode funcionar como bar ou lanchonete, oferece a seus clientes acesso à Internet, mediante a pagamento de uma taxa, usualmente cobrada por hora. Neste local as pessoas podem também se reunir com a finalidade de realizar pesquisas escolares e utilizar do ambiente para estudos.
O uso do espaço para acesso à internet também tornou-se comum em livrarias e em muitas partes o único atrativo oferecido passou a ser o acesso à rede mundial de computadores.

## História
O conceito e o nome Cibercafé foi inventado no começo de 1994 por Ivan Pope. Encarregado de desenvolver um evento de internet durante um workshop artístico no Institute of Contemporary Arts de Londres, Pope criou um conceito de café com acesso à internet nas mesas. O evento ocorreu no final de semana de 12 a 13 de março daquele ano, e recebeu o nome de Towards the Aesthetics of the Future
Em junho do mesmo ano foi aberto, em Toronto, Durante o 5º International Symposium on Electronic Art ISEA em agosto um estabelecimento chamado de CompuCaf foi instalado em Helsinki, onde era oferecido o acesso à Internet e venda automatizada de cerveja.
Na Europa os primeiros cibercafés foram abertos em Londres em 1994. O primeiro de todos foi o Café Cyberia, que iniciou suas atividades em 1 de setembro daquele ano, numa ideia pioneira de Eva Pascoe. Segundo esta declarou, a proposta veio amadurecendo desde os inícios dos anos 90, quando passava muito tempo longe de sua família, quando preparava sua tese de de doutorado. Naquela época, ela era uma das poucas pessoas no mundo com acesso a uma conta de e-mail (correio eletrônico), serviço puramente acadêmico, naqueles tempos, além do elevado custo com as ligações telefônicas para poder ficar conectada. Foi assim que, estando num café próximo à universidade, imaginou que seria agradável poder acessar de um lugar como aquele, enquanto saía da rotina habitual.

## Software de administração
Para a administração e controle de um cibercafé foram desenvolvidos softwares específicos, livres ou comerciais, que permitem gerenciar, administrar o tempo de uso, manejar o estoque dos produtos, bloquear acessos, e ainda efetuar a contabilidade. Além disso, podem manter uma base de dados dos clientes que têm maior frequência, bem como ofertar benefícios em promoções de marketing de fidelidade.